# 365P/PANSTARRS
365P/PANSTARRS, komet Jupiterove obitelji